# París-Tours 1961
La París-Tours 1961 fue la 55.ª edición de la clásica París-Tours. Se disputó el 7 de octubre de 1961 y el vencedor final fue el belga Joseph Wouters del equipo Solo-Terrot. 

## Clasificación general[1]
|    | Ciclista          | Equipo         | Tiempo     |
| -- | ----------------- | -------------- | ---------- |
| 1  | Joseph Wouters    | Solo-Terrot    | 6h 57' 53" |
| 2  | Gilbert Desmet    | Carpano        | m.t.       |
| 3  | Anatole Novak     | Alcyon-Leroux  | a 2"       |
| 4  | Raymond Impanis   | Faema          | m.t.       |
| 5  | Ludo Janssens     | Solo-Terrot    | a 5"       |
| 6  | Arthur Decabooter | Groene Leeuw   | a 15"      |
| 7  | Michel Stolker    | Radium         | m.t.       |
| 8  | Gustaaf Desmet    | Carpano        | a 19"      |
| 9  | Nino Defilippis   | Carpano        | m.t.       |
| 10 | Jo De Roo         | Helyett-Fynsec | m.t.       |